# Человек в стене (Кости)
Человек в стене (англ. The Man in the Wall) — шестой эпизод первого сезона американского телесериала «Кости». Премьера серии в США состоялась 15 ноября 2005 года на канале Fox. Режиссёром эпизода стала Тауния Маккирнан, сценаристом Элизабет Бенджамин. Доктор Темперанс Бреннан и агент Сили Бут расследуют смерть человека, чьи мумифицированные останки были найдены в стене ночного клуба.

## Сюжет
Энджела Монтенегро уговаривает Темперанс Бреннан прекратить работу и сходить вместе в ночной клуб. В клубе Бреннан замечает, что музыка, играющая там, присуща племенам. В ходе словесной перепалки она толкает напавшего на неё человека, который ногами разбивает стену. Внутри стены оказывается мумифицированный труп, а от удара облако метамфетамина накрывает весь танцпол. Погибшим оказался Рой Тейлор, более известный как Диджей Маунт, восходящая хип-хоп звезда. Внутри стены Бреннан, вместе с Заком, находит кольцо из пупка с выгравированными словами «Милой Рулз». Главным подозреваемым становится диджей Рулз, так как от него девушка ушла к Маунту.
Бут с Бреннан решили найти друга Ив, но находят её брата, который сообщил, что его сестра оставила у него на время свою дочь, и обещала в скором времени вернуться. На купюрах, которые Ив оставила брату, были обнаружены следы того же метамфетамина, что и в клубе. Теперь подозреваемой стала Ив, но команда не понимает, как наркотик, ставший причиной смерти диджея, попал в лицо жертвы. Если бы Маунт гнался за Ив внутри стены, она бы не смогла развернуться и кинуть ему в лицо метамфетамин, а значит на месте преступления был третий человек.
Напарники Бут и Бреннан узнают, что агент ФБР работает под прикрытием у Рэнделла Холла, владельца клуба, где была обнаружена мумия. Агент рассказал, что Рэнделл распространяет матамфетамин в клубе, и после исчезновения Ив он построил себе новую студию. С помощью собаки-ищейки полиция обнаруживает зацементированный труп Ив. Обследование тела показало, что на костях Ив, как и у Маунта, имеются небольшие лунки неизвестного происхождения. Но убить их Рулз был не в состоянии, так как несколько лет назад его ранили в запястье.
В ходе допроса Рулза выясняется, что мотив убийства Ив и Маунта был у Холла: диджей присвоил деньги и наркотики Рэнделла, чтобы вместе с девушкой и её дочерью иметь более хорошую жизнь. Бут с Бреннан отправляется в клуб, где Рэнделл в ответ на обвинение ткнул Бута тростью. Бреннан осознаёт, что именно тростью были сделаны вмятины на костях жертв. Это предположение было подтверждено экспертизой в Джефферсонском институте.

## Музыка
В эпизоде использованы следующие композиции:
- Rize — Flii Stylz
- Soul Survivor — Young Jeezy, совместно с Эйконом
- Run It! — Крис Браун
- Something — Кэри Братерс
- Gunpowder Language — Move.meant

## Создание
Съёмки эпизода проходили в Научном центре имени Теодора Александра в Лос-Анджелесе. Идея эпизода была основана на реальной истории диджея Эдуардо Санчеса, которого объявили пропавшим без вести, а позже его мумифицированное тело было найдено в стене ночного клуба в Виннипеге, Канада. Заметка об этом была опубликована 7 декабря 2003 года в канадской газете National Post.